# День мертвецов (сериал)
«День мертвецов» (англ. Day of the Dead) — американский телесериал в жанре хоррор, основанный на одноимённом фильме 1985 года. Главные роли в нём сыграли Кинэн Трэйси, Дэниел Доэни, Натали Малайка, Морган Холмстром, Кристи Доун Динсмор, Майк Допуд. Премьера состоялась 15 октября 2021 года на телеканале Syfy Universal.

## Сюжет
Сериал основан на фильме 1985 года «День мертвецов», срежиссированном Джорджем Ромеро. Шестеро людей, прежде незнакомых друг с другом, пытаются выжить в условиях зомби-апокалипсиса.

## В ролях
Главные
- Кинэн Трэйси — Кэм Макдермотт
- Дэниел Доэни — Люк Боумэн
- Натали Малайка — Лорен Хауэлл
- Морган Холмстром — Сара Блэквуд
- Кристи Доун Динсмор — Эми
- Майк Допуд — детектив Макдермотт
- Миранда Фригон — Пола Боумэн
- Деян Лойола — Джей Фишер

Второстепенные
- Марси Т. Хаус — капитан полиции Пайк
- Кевин О’Грэйди — Роудс
- Люсия Уолтерс — доктор Логан
- Кристофер Расселл — Трей Боумэн
- Треццо Махоро — Трент
- Гэрри Чок[англ.] — Герб

## Эпизоды
| № общий | № в сезоне | Название                                                       | Режиссёр         | Автор сценария                     | Дата премьеры   | Зрители в США (млн) |
| --- | ---------- | -------------------------------------------------------------- | ---------------- | ---------------------------------- | --------------- | ------------------- |
| 1 | 1          | «Нечто в дыре» «The Thing in the Hole»                         | Стивен Костански | Джед Элинофф и Скотт Томас         | 15 октября 2021 | 0.277               |
| В ничем не примечательный день в городе Мавинхакен восстают из могил мёртвые. Кэм и Лорен обнаруживает на кладбище нечто, что их шокирует. В это время Макдермотт проводит расследование.                                               |            |                                                                |                  |                                    |                 |                     |
| 2 | 2          | «Приятель» «Chum»                                              | Стивен Костански | Джед Элинофф и Скотт Томас         | 22 октября 2021 | 0.216               |
| Кэм и Лорен попадают в подвал морга и придумывают план действий. Тем временем мэр Боумен пребывает в панике в связи с выборами. Трей допускает чудовищную ошибку. Загадочный доктор Логан появляется, чтобы оказать помощь Макдермотту. |            |                                                                |                  |                                    |                 |                     |
| 3 | 3          | «Серая миля» «The Grey Mile»                                   | Стивен Костански | Джаред Ривет и Джей Уайлдер Кончак | 29 октября 2021 | 0.184               |
| Джей, Кэм и Лорен пытаются защитить от оживших мертвецов дом престарелых. Мэр Боумен следит за протестантом-зомби, Родс — за Блэквуд.                                                                                                   |            |                                                                |                  |                                    |                 |                     |
| 4 | 4          | «Лес проклятых» «Forest of the Damned»                         | Стивен Костански | Мэйзи Калвер                       | 5 ноября 2021   | 0.272               |
| Главные герои понимают, что похороненные люди оживают снова. Доктор Логан находит нечто поразительное на чёрной площадке. Макдермотт совершает несколько опрометчивых действий, а Блэквуд попадает в странное положение.                |            |                                                                |                  |                                    |                 |                     |
| 5 | 5          | «Пока мёртвые не разлучат нас» «Til the Dead Do Us Part»       | Джеки Гулд       | Джед Элинофф и Скотт Томас         | 12 ноября 2021  | 0.180               |
| Несколько жителей Мавинхакена бегут из города, чтобы спастись нежити. Герои сталкиваются с множеством по-настоящему смертельных опасностей.                                                                                             |            |                                                                |                  |                                    |                 |                     |
| 6 | 6          | «Леди-птицелов из Непы» «The Lady Birders of Nepa»             | Джеки Гулд       | Майкл В. Росс                      | 19 ноября 2021  | 0.221               |
| Группа выживших людей прячется от нежити в большом магазине — единственном относительно безопасном месте. Вскоре они сталкиваются со множеством опасностей, но им удаётся спастись.                                                     |            |                                                                |                  |                                    |                 |                     |
| 7 | 7          | «Их зло было нашим злом» «Their Evil Was Our Evil»             | Джеки Гулд       | Лиз Сяо Лань Альпер                | 26 ноября 2021  | 0.191               |
| Группа выживших людей использует универмаг как защитное сооружение. |            |                                                                |                  |                                    |                 |                     |
| 8 | 8          | «Всем, кто слышит мой голос» «To Anyone Who Can Hear My Voice» | Джем Гаррард     | Джед Элинофф и Скотт Томас         | 3 декабря 2021  | 0.211               |
| Крепость героев осаждает орда мертвецов, оставляя им только два пути: или сражаться до конца, или умереть. |            |                                                                |                  |                                    |                 |                     |
| 9 | 9          | «Смерть приходит на Paymart» «Death Comes to Paymart»          | Джем Гаррард     | Джед Элинофф и Скотт Томас         | 10 декабря 2021 | 0.213               |
| Будучи загнанными в угол, выжившие ищут любое укрытие и в конце концов обращаются за помощью к таинственным вооружённым незнакомцам. |            |                                                                |                  |                                    |                 |                     |
| 10 | 10         | «Подавись ими!» «Choke on 'Em!»                                | Джем Гаррард     | Джед Элинофф и Скотт Томас         | 17 декабря 2021 | 0.284               |
| Потеряв почти всех друзей, родных и знакомых, выжившие готовятся к последней схватке с мертвецами. |            |                                                                |                  |                                    |                 |                     |

## Создание и оценки
Проект был анонсирован в феврале 2020 года. Производством занялся телеканал Syfy совместно со студиями Cartel Entertainment и HiTide Studios, шоураннерами стали Джед Элинофф и Скотт Алан Томас. В общей сложности было снято 10 серий. 26 июля 2021 года вышел первый трейлер сериала. Премьера состоялась 15 октября 2021 года на Syfy Universal.
По словам обозревателя портала Fatcatslim, «предполагалось, что шоу окажется чистым и незамутнённым трэшем, и… трэшем оно и оказалось». При этом рецензент констатировал, что из фильма-первоисточника авторы сериала позаимствовали только общую канву, и в результате получился «динамичный и обаятельный» проект со своим «специфическим, но почти осязаемым обаянием».